# Генерален секретар на ЦК на БКП
Генерален секретар на Централния комитет на Българската комунистическа партия (съкр. генерален секретар на ЦК на БКП) и алтернативно до 1981 г. първи секретар на Централния комитет на Българската комунистическа партия (съкр. първи секретар на ЦК на БКП) са официалните наименования на изборната длъжност на водача на Българската комунистическа партия (БКП) от 27 декември 1948 г.
Производни неофициални варианти на названията са: генерален/първи секретар на БКП/партията и генсек на ЦК на БКП и др.под.
Процедурата за избирането му предвижда той да бъде избиран от негови висши органи – Централен комитет (ЦК) или конгрес.

## История
Длъжността генерален секретар е въведена от V конгрес на БКП, състоял се на 18 – 25 декември 1948 г. След смъртта на Г. Димитров (1949) е взето решение ръководството на партията да стане по-колективно и лидерската длъжност на наследника В. Червенков е преименувана на първи секретар. С решение от 8 ноември 1950 г. е възстановено наименованието на поста му генерален секретар. Когато Т. Живков оглавява партията (1954), без да заема пост в изпълнителната власт (още 2 г.), се повтаря смяната на името и длъжността му става първи секретар. Названието на поста му генерален секретар отново се връща едва след 27 г. – през 1981 г.
В устава на БКП се приема поправка, която позволява генералният секретар да бъде избран от партиен конгрес, провеждан през 5 г. Това укрепва авторитета на партийния лидер, но не попречва Т. Живков да бъде сменен на пленум на ЦК на 10 ноември 1989 г.

## Списък
| №                                                    | Имена (роден – починал)        | Портрет | Начало на мандата | Край на мандата | Заемал поста |
| ---------------------------------------------------- | ------------------------------ | ------- | ----------------- | --------------- | ------------ |
| Генерален секретар на ЦК на БКП (от 1948 до 1949 г.) |                                |         |                   |                 |              |
| 1                                                    | Георги Димитров (1882 – 1949)  |         | 27 декември 1948  | 2 юли 1949      | 187 дни      |
| Първи секретар на ЦК на БКП (от 1949 до 1950 г.)     |                                |         |                   |                 |              |
| 2                                                    | Вълко Червенков (1900 – 1980)  |         | 15 юли 1949       | 8 ноември 1950  | 481 дни      |
| Генерален секретар на ЦК на БКП (от 1950 до 1954 г.) |                                |         |                   |                 |              |
| 2                                                    | Вълко Червенков (1900 – 1980)  |         | 8 ноември 1950    | 26 януари 1954  | 1175 дни     |
| Първи секретар на ЦК на БКП (от 1954 до 1981 г.)     |                                |         |                   |                 |              |
| 3                                                    | Тодор Живков (1911 – 1998)     |         | 4 март 1954       | 4 април 1981    | 9893 дни     |
| Генерален секретар на ЦК на БКП (от 1981 до 1990 г.) |                                |         |                   |                 |              |
| 3                                                    | Тодор Живков (1911 – 1998)     |         | 4 април 1981      | 10 ноември 1989 | 3142 дни     |
| 4                                                    | Петър Младенов (1936 – 2000)   |         | 10 ноември 1989   | 2 февруари 1990 | 84 дни       |
| Председател (от 2 февруари 1990 до 3 април 1990 г.)  |                                |         |                   |                 |              |
| 5                                                    | Александър Лилов (1933 – 2013) |         | 2 февруари 1990   | 3 април 1990    | 60 дни       |